# Töretam
Töretam (kazak cirill írással: Төретам, oroszul: Tyuratam, cirill betűkkel: Тюратам) falu Kazahsztán Kizilordai területének Kramaksi járásában. Lakossága 2004-es adatok szerint 8 ezer fő, többségében kazak nemzetiségű.

## Fekvése
A település egybeépült a délre elhelyezkedő Bajkongir (Bajkonur) várossal, gyakorlatilag annak elővárosi részének tekinthető. Töretamtól északra helyezkedik el a Bajkonuri űrrepülőtér, melynek bekötő vasútvonala Töretamnál csatlakozik a vasúti fővonalhoz. A település mellett északról halad el a Szamarát Simkenttel összekötő M–32 főútvonal. Délről, Bajkonur alatt, Töretamtól 2 km-re folyik keletről nyugati irányba a Szir-darja folyó.
Töretamtól nyugatra helyezkedik el a Bajkonuri űrrepülőteret kiszolgáló Krajnyij repülőtér, amely korábban Tyuratam vagy Tyuratam–1 néven volt ismert.

## Története
Az Orenburg–Taskent vasútvonal mentén fekszik, vasútállomása 1906 körül épült. Eredetileg vasúti megállóhely volt. A vasúti megállóhelyet, illetve a későbbi települést Töre-baba sejkről nevezték el, akinek a sírja a közelben található. Az 1900-as évek elején még csak a vasútnál dolgozó néhány szakember élt a helyszínen. 1955-ben néhány tucat lakosa volt a telepnek, akik kb. 30 házban laktak.
A település csak 1955-ben indult jelentős fejlődésnek, amikor elkezdődött a közelben szovjet ballisztikusrakéta-program céljaira szolgáló rakéta-lőtér építése, melyből a későbbiekben a Bajkonuri űrrepülőtér fejlődött ki.
Az 1950-es évek közepén az első szovjet reaktív interkontinentális fegyverek, mint pl. az R–7 ballisztikus rakéta és a Burja robotrepülőgép tesztelése új kísérleti lőteret igényelt, mert a nagy hatótávolságú eszközök indításához és repüléséhez már nem felelt meg a sűrűn lakott Volga-menti térségben fekvő Kapusztyin Jar rakéta-lőtér. Több helyszínt megvizsgálva 1954–1955 környékén végül Tyuratamra esett a választás. A Szovjetunió Védelmi Minisztériuma az 1955 februárjában kiadott 292-181 számú rendeletében rendelkezett az NIIP–5 jelzésű rakéta-lőtér létesítéséről. Az objektum építéshez szükséges anyagokat a tyuratami vasútállomáson rakodták ki és tárolták. Később egyre több épület és kiszolgáló létesítmény, illetve lakóépület jelent meg. Az űrrepülőtér kiszolgáló személyzetének elhelyezésére Tyuratam mellett, attól délre egy új település alakult ki, mely 1966-ban kapott városi rangot és Lenyinszknek nevezték el. Lenyinszk 1995-ben kapta meg a napjainkban is használt Bajkonur (kazakul Bajkongir) elnevezést.